# Черткова, Феня
Феня Черткова (исп. Fenia Chertkoff; 7 октября 1869, Одесса, Российская империя — 31 мая 1927, Буэнос-Айрес, Аргентина) — аргентинская феминистка российского происхождения, интеллектуалка, педагог, политический деятель и скульптор. Она была замужем за Николасом Репетто, аргентинским врачом и лидером Социалистической партии Аргентины.

## Биография
Черткова родилась в Одессе, в Херсонской губернии Российской империи (современная Украина) в 1869 году. Её родителями были Моисей Чертков (1841-1919) и Роза Демирова (1848-1914), у которых было 9 детей (Давид, Феня, Иосиф, Мария, Мариана, Исаак, Адела, Нина и Наум). Среди её сестёр были Мариана, первая жена Хуана Баутисты Хусто, основателя Социалистической партии Аргентины, и Адела, вышедшая замуж за теоретика-социалиста Адольфо Дикмана. В 1887 году Черткова окончила педагогическую школу в родном городе, она изучала музыку, театр и танцы. В доме, куда её наняли гувернанткой, она познакомилась с инженером, поэтом и социалистом Гавриилом Гуковским, за которого вскоре вышла замуж. 
Из-за своей революционной политической деятельности, которую она вела с 18 лет, Черткова была вынуждена покинуть страну вместе со своей семьёй. В поисках более благоприятного климата для подорванного ссылкой здоровья мужа они решили обосноваться в Генуе, где Феня родила дочь Викторию. Однако Гуковский вскоре умер от туберкулёза, находясь в Европе. Феня вернулась в Одессу, но в 1894 году, преследуемая царской полицией, она окончательно эмигрировала, взяв с собой маленькую дочь. Черткова поступила в Лозаннский университет (Швейцария), где с 1897 по 1898 год изучала педагогику и в частности метод Фридриха Фрёбеля, завершив своё обучение в Сорбонне годом позже. 
В Аргентине Черткова проживала в Санта-Кларе, колонии, основанной восточноевропейскими евреями, где она организовала школу и создала библиотеку, приобретая книги на русском языке и идиш. Вскоре Черткова и её сёстры получили аргентинское гражданство. Феня переехала в Буэнос-Айрес, где жила в доме Дикманов до того момента, как вышла замуж за Николаса Репетто, члена Социалистической партии. Будучи социалисткой по убеждению, Черткова вместе со своими сёстрами, Габриэлой Лаперьер и Рахиль Мессиной стала в 1902 году соучредительницей Женского социалистического центра Буэнос-Айреса (CSF) и Профсоюза женщин (AGF). 
В 1903 году она участвовала в качестве делегата на съезде Социалистической партии, где среди прочего, отстаивались идеи гендерного равенства, принятия закона о разводе, уравнивания в правах законных и внебрачных детей. В мае 1910 года она представляла интересы CSF на Международном женском конгрессе в Буэнос-Айресе, где также выступала в качестве переводчицы с пяти языков (русский, немецкий, итальянский, французский и испанский). Она была делегатом Женского социалистического центра на VIII и IX съездах Социалистической партии в мае 1908 и декабре 1910 года.
Феня участвовала в первых забастовках рабочих и профсоюзных организаций в различных отраслях промышленности, таких как телефонная, текстильная, торговая и фабричная, способствуя принятию законов о том, чтобы воскресенье было объявлено выходным днём. Черткова также осуждала эксплуатацию труда несовершеннолетних, плохие санитарные условия на фабриках и ненормированный рабочий день. В 1912 году она создала Комитет по регулированию женского и детского труда. Она вела колонку под названием «Труд женщин и детей» в социалистической газете «La Vanguardia», где она также публиковала собственные заметки (вроде статьи 1906 года «Женщины в русской революции») и переводила детские рассказы. Она была причастна к созданию бесплатной медицинской клиники при CSF, Школы свободных рабочих, светских школ Ла-Бока и Морона. 
В 1913 году она учредила Ассоциацию детских библиотек и досуга, чтобы «дать детство детям пролетариата». Когда в 1918 году её дочь Виктория заболела туберкулёзом, Черткова переехала к ней на два года в Тио-Пухио (провинция Кордова), где основала библиотеку «Juventud Agraria», создала потребительский кооператив «Agricultores Unidos» и организовала лекции на темы от ухода за детьми до агрономии и ветеринарии. Вернувшись в Буэнос-Айрес, она отошла от политической деятельности, посвятив себя живописи и скульптуре. 
Черткова умерла в Буэнос-Айресе в 1927 году в возрасте 59 лет из-за слабого здоровья, от которого страдала в течение последних 20 лет своей жизни. В октябре 1928 года в Casa del Pueblo прошла выставка 42 её картин и восьми скульптур. С 1997 года небольшая площадь в районе Пуэрто-Мадеро города Буэнос-Айрес носит её имя.